# Norwich Union Grand Prix 1989
Der Norwich Union Grand Prix 1989 war ein Snooker-Einladungsturnier, das im Rahmen der Saison 1989/90 zwischen dem 20. Mai und dem 12. November 1989 peu à peu an Orten in ganz Europa ausgetragen wurde. Das in Monte-Carlo gespielte Finale gewann Joe Johnson mit einem Sieg über Stephen Hendry. Das höchste Break war ein 137er-Break von Mike Hallett.

## Preisgeld
Namensgebender Sponsor war erneut Norwich Union. Mit 40.000 Pfund Sterling wurde diesmal deutlich weniger Preisgeld ausgeschüttet. Auch wenn sich das Preisgeld für den Sieger mehr als halbierte, entfiel auf ihn immer noch die Hälfte des Preisgeldes.
|                 | Preisgeld |
| --------------- | --------- |
| Sieger          | 20.000 £  |
| Finalist        | 10.000 £  |
| Halbfinalist    | 5.000 £   |
| Viertelfinalist | 0 £       |
| Insgesamt       | 40.000 £  |

## Turnierverlauf
Erneut wurden acht Spieler zum Turnier eingeladen, wobei Titelverteidiger Steve Davis diesmal nicht dabei war. Das Turnier wurde diesmal strikt im K.-o.-System gespielt, wobei die Spiele an verschiedensten europäischen Orten stattfanden. Der Großteil der Spiele wurde im Modus Best of 9 Frames ausgetragen, nur die Halbfinalpartien sollten maximal über sieben Frames gehen. Halbfinale und Finale fanden in Monte-Carlo statt.
|  | Viertelfinale Best of 9 Frames | Viertelfinale Best of 9 Frames |                   |   | Halbfinale Best of 7 Frames | Halbfinale Best of 7 Frames |  |  | Finale Best of 9 Frames | Finale Best of 9 Frames |
|  |                                |                                |                   |   |                             |                             |  |  |                         |                         |
|  | 20. Mai 1989                   |                                |                   |   |                             |                             |  |  |                         |                         |
|  |                                |                                |                   |   |                             |                             |  |  |                         |                         |
|  | Tony Knowles                   | 5                              |                   |   |                             |                             |  |  |                         |                         |
|  | Tony Knowles                   | 5                              | 11. November 1989 |   |                             |                             |  |  |                         |                         |
|  | Martin Clark                   | 3                              |                   |   |                             |                             |  |  |                         |                         |
|  | Martin Clark                   | 3                              | Tony Knowles      | 0 |                             |                             |  |  |                         |                         |
|  | 10. September 1989             |                                | Tony Knowles      | 0 |                             |                             |  |  |                         |                         |
|  |                                |                                | Stephen Hendry    | 4 |                             |                             |  |  |                         |                         |
|  | Stephen Hendry                 | 5                              | Stephen Hendry    | 4 |                             |                             |  |  |                         |                         |
|  | Stephen Hendry                 | 5                              | 12. November 1989 |   |                             |                             |  |  |                         |                         |
|  | John Virgo                     | 0                              |                   |   |                             |                             |  |  |                         |                         |
|  | John Virgo                     | 0                              | Stephen Hendry    | 3 |                             |                             |  |  |                         |                         |
|  | 17. Juni 1989                  |                                | Stephen Hendry    | 3 |                             |                             |  |  |                         |                         |
|  |                                |                                | Joe Johnson       | 5 |                             |                             |  |  |                         |                         |
|  | Joe Johnson                    | 5                              | Joe Johnson       | 5 |                             |                             |  |  |                         |                         |
|  | Joe Johnson                    | 5                              | 11. November 1989 |   |                             |                             |  |  |                         |                         |
|  | Doug Mountjoy                  | 4                              |                   |   |                             |                             |  |  |                         |                         |
|  | Doug Mountjoy                  | 4                              | Joe Johnson       | 4 |                             |                             |  |  |                         |                         |
|  | 2. Oktober 1989                |                                | Joe Johnson       | 4 |                             |                             |  |  |                         |                         |
|  |                                |                                | John Parrott      | 3 |                             |                             |  |  |                         |                         |
|  | John Parrott                   | 5                              | John Parrott      | 3 |                             |                             |  |  |                         |                         |
|  | John Parrott                   | 5                              |                   |   |                             |                             |  |  |                         |                         |
|  | Mike Hallett                   | 4                              |                   |   |                             |                             |  |  |                         |                         |
|  | Mike Hallett                   | 4                              |                   |   |                             |                             |  |  |                         |                         |

### Finale
Stephen Hendry, der zu diesem Zeitpunkt aufstrebende Star der Snooker-Welt, hatte das Endspiel des Turnieres ohne einen einzigen Frameverlust erreicht. Im Finale traf er auf Joe Johnson, der Überraschungs-Weltmeister von 1986, der mit zwei knappen Siegen sein Finalticket gelöst hatte. Das Endspiel verlief größtenteils knapp, erst beim Stande von 3:3 konnte Johnson zwei Frames hintereinander knapp gewinnen und somit das Turnier für sich entscheiden.
| Finale: Best of 9 Frames Monte-Carlo, Monaco, 12. November 1989  |                |             |
| Stephen Hendry                                                   | 3:5            | Joe Johnson |
| 67:74, 73:45, 15:88 (83), 64:55, 34:59, 84:37 (77), 35:57, 50:64 |                |             |
| 77                                                               | Höchstes Break | 83          |
| –                                                                | Century-Breaks | –           |
| 1                                                                | 50+-Breaks     | 1           |

## Century Breaks
Drei Spielern gelang während des Turnieres jeweils ein Century Break:
- Mike Hallett: 137
- Stephen Hendry: 112
- John Parrott: 111